# Gode (økonomi)
 For alternative betydninger, se Gode. (Se også artikler, som begynder med Gode)
Et gode er i økonomi normalt en vare eller tjenesteydelse, som øger nytten og kan sælges til en pris på et marked. Et gode kan dog også være af ikke-markedsmæssig karakter; f.eks. kan et uforurenet miljø opfattes som et gode. I denne betydning forstås ved et gode alt, som påvirker en persons nytte positivt.
Forskellige godetyper har både betydning for velfærdsteori og beregning af en række elasticiteter.
Goder kan opdeles efter en række skillelinjer:

## Krydsdefinerede goder
En måde at opdele goder på er efter deres indbyrdes forhold til andre goder.

### Substituerende gode
Et gode er substitut med et andet gode, hvis de to goder tilfredsstiller det samme (eller lignende) behov hos forbrugeren. Hvilket af disse to goder en forbruger vælger afhænger altså udelukkende af de to goders pris. Derfor er substituerende goders krydspriselasticitet positiv, da en prisstigning på den ene vare (nævner positiv) fører til en stigning i den efterspurgte mængde på den anden vare (tæller positiv).
Eksempler på tætte substitutter er:
- Cornflakes og havregryn
- Kaffe og te
- Ris og pasta

Efterspørgsel efter varer med mange tætte substitutter har typisk en høj egenpriselasticitet.

### Komplementære goder
Et gode er et komplement til et andet gode, hvis nydelsen ved forbruget af den ene vare forstærkes ved samtidig forbrug af den anden vare. Komplementære varer har en negativ krydspriselasticitet, da en prisstigning på den ene vare (nævner positiv) fører til et fald i mængden i den efterspurgte mængde på den anden vare (tæller negativ).
Eksempler på komplementære varer er:
- Rødkål og flæskesteg
- Pølser og ketchup
- PC'er og software

## Pris
Goder kan opdeles efter, hvilken effekt en prisændring har på forbrugernes efterspørgsel af produktet.

### Almindeligt gode
Goder kaldes almindelige, hvis efterspørgslen ceteris paribus (alt andet lige) stiger ved faldende pris (og falder ved stigende pris). Langt de fleste goder er almindelige goder.
Et normalt gode er altid et almindeligt gode, mens et almindeligt gode enten kan være et normalt eller inferiørt gode.

### Giffengode
Et gode kaldes for et giffengode, hvis efterspørgslen ceteris paribus (alt andet lige) stiger ved stigende pris (og falder ved faldende pris). Om giffengoder findes i virkeligheden er omdiskuteret, men der er opstillet økonomiske modeller for, hvordan det kunne lade sig gøre. Det indbefatter bl.a. at giffengoder både skal være inferiøre goder og ikke have nogen tætte substitutter. Giffengoder er opkaldt efter Sir Robert Giffen, som Alfred Marshall krediterede for ideen om giffengoder i sin bog Principles of Economics.

## Indkomst
En anden måde at opdele goder efter er den effekt, en indkomstsændring har på forbrugernes efterspørgsel af produktet.

### Normalt gode
Et gode kaldes normalt, hvis efterspørgslen stiger i takt med indkomsten. Biler er for eksempel et normalt gode, da folk køber flere biler hvis deres indkomst stiger. Normale goder har en positiv indkomstselasticitet, da indkomststigning (nævner positiv), fører til større efterspurgt mængde (tæller positiv).
Andre eksempler på normale goder er: Computere, vaskemaskiner og nye badeværelser og køkkener.

### Inferiørt gode
Et gode kaldes inferiørt, hvis efterspørgslen falder ved stigende indkomst. Offentlig transport er for eksempel et inferiørt gode, da folk skifter over til privatbilisme, hvis deres indkomst stiger. Inferiøre goder er altså typisk goder af en lav kvalitet, som opfylder et behov, der også kan tilfredsstilles af normale goder af højere kvalitet. Inferiøre goder har en negativ indkomstelasticitet, da indkomststigning (nævner positiv), fører til mindre efterspurgt mængde (tæller positiv).
| Indkomstsændring | Indkomstsændring | Indkomstsændring |          | Prisændring      | Prisændring | Prisændring |
|                  | Normalt gode     | Inferiørt gode   |          | Almindeligt gode | Giffengode  |             |
| Indkomst op      | Forbrug op       | Forbrug ned      | Pris op  | Forbrug ned      | Forbrug op  |             |
| Indkomst ned     | Forbrug ned      | Forbrug op       | Pris ned | Forbrug op       | Forbrug ned |             |

## Rivalisering og ekskluderbarhed
En måde at opdele goder efter er rivalisering og ekskluderbarhed:
- Et gode kaldes rivaliserende, hvis en forbrugers forbrug af godet udelukker en anden forbrugers samtidige forbrug. Hvis en forbruger for eksempel spiser et æble, er der ingen andre, som kan spise dette æble. Omvendt kan alle nyde en pænt fejet gade lige meget, uanset hvor mange andre, der også nyder den pænt fejede gade.
- Et gode kaldes ekskluderbart, hvis man kan udelukke nogen fra at forbruge det, hvis de for eksempel ikke betaler for det. Ved at sætte en pris på æblet kan man for eksempel forhindre forbrugere i at forbruge dette æble, hvis ikke de betaler prisen. Omvendt er der fri ret til at gå på gaden, og man kan derfor ikke forhindre nogen i at nyde en pænt fejet gade, og derfor kan man heller ikke tvinge dem til at betale for den pænt fejede gade.

Disse to egenskaber har alle varer en kombination af, hvorfor der kan skelnes mellem 4 typer varer.
1. Private goder – ekskluderbare og rivaliserende
2. Offentlige goder – ikke ekskluderbare og ikke rivaliserende
3. Fælles ressourcer – ikke ekskluderbare men rivaliserende
4. Naturligt monopol – ekskluderbare men ikke rivaliserende

### Private goder
Private goder er goder, som er både ekskluderbare og rivaliserende. Derved egner de sig bedst til en markedsøkonomi, da ejendomsretten er helt klar og ikke strider mod måden, hvorpå varen forbruges. Lang de fleste goder solgt på markedet er da også private goder.

### Fælles ressourcer
En fællesressource er karakteriseret ved, at man ikke kan udelukke nogen fra at forbruge den, men at dette forbrug begrænser andres forbrug af godet. Veje med trafikpropper og fisk i havet er typiske eksempler på goder, som alle har fri adgang til, men hvor forbruget på den ene eller anden måde skader de andre forbrugere. På overfyldte veje sker det ved, at vejene bliver endnu mere overfyldte. I forbindelse med fiskeri sker det ved, at når alle kun tænker på hvor meget de selv fanger, og ikke hvor meget der samlet fanges, fører det til overfiskeri, som ødelægger alle fiskeres fangstmuligheder.
Man sammenkæder typisk fælles ressourcer med historien om fælledernes tragedie. Det er en historie, som beskriver en landsby, der sammen har en eng, hvor indbyggernes får græsser. Da man ikke kan udelukke nogen fra at brug mere og mere af denne eng, sætter alle indbyggerne flere og flere får ud på engen. Til sidst er der så mange får på engen, at græsset slet ikke kan gro, og fåreavlen ødelægges fuldstændigt. Problemet er altså, at den enkelte indbygger, når han sætter får ud på engen, kun tager højde for den lille ekstra nytte han får, men ikke den begrænsning, som det ekstra får er for alle de andre indbyggeres nytte af engen.
Forbruget af fælles ressourcer skaber tit negative eksternaliteter.

### Offentlige goder
Et offentligt gode er karakteriseret ved, at alle kan nyde det samtidig, og at man ikke kan ekskludere nogen fra den nydelse. Et klassisk eksempel på et offentligt gode er grundforskning. Hvis en matematiker beviser en ny matematisk sætning, kommer dette alle til gode, da alle kan bruge denne viden. Andre eksempler er: nationalt forsvar, radio-transmission og gadebelysning. Til tider nævnes også fattigdomsbekæmpelse, da det antages at alle ønsker et mere lige samfund, hvis ikke det koster dem noget.
"Rene" offentlige goder er dog relativt sjældne. Offentlige goder, som kun gælder for en del af økonomien, betegnes som "uægte" offentlige goder.
I en fri markedsøkonomi vil offentlige goder blive produceret i for lille mængde i forhold til den nytte, som burde kunne opnås. Dette skyldes, at potentielle producenter forventer, at gratister (forbrugere, som ikke betaler) vil fjerne indtjeningen. Hvis for eksempel et privat firma skulle stå for gadebelysning, ville det have svært ved at opkræve pengene hos nogen, da alle ville håbe på, at naboen betalte, og han selv bare kunne ride med. Dette kaldes også free rider-problemet.
De mulige modtræk hertil er offentlig regulering som eksempelvis tv-licens og offentlig produktion som eksempelvis forsvar af landet. Kritikere peger på, at disse midler kan føre til en for stor produktion af godet. Dette skyldes, at det kan være meget svært for det offentlige at kende den egentlige sociale nytte af for eksempel gadebelysning. Den teoretiske indgangsvinkel er en cost-benefit-analyse, men dette kræver, at man for eksempel gennem spørgeskemaundersøgelser finder forbrugernes reservationspriser. De, der får gavn af den konkrete gadebelysning, vil dog have tendens til at overdrive deres reservationspris, mens de, der ikke får gavn af den, vil gøre det modsatte.
Har man fundet de enkelte forbrugeres reservationspriser, kan den samlede sociale efterspørgselskurve findes ved lodret addition (dvs. addition med henblik på prisen), da forbrugernes forbrug kan ske samtidigt, jf. definitionen på et offentligt gode.

### Naturligt monopol
Alle goder, som kan forbruges samtidig af flere forbrugere, men hvor ejeren kan forhindre dette samtidige forbrug, er naturlige monopoler. For eksempel er en ikke overfyldt bro et naturligt monopol, da forbrugerne kan bruge den samtidig uden problemer, men ejeren alligevel kan sætte en betalingsanlæg op i begge ender. Andre eksempler på naturlige monopoler er kabel-tv og musik (der kan distribueres næsten gratis over internettet). Markedet for naturlige monopoler er tit domineret af et monopol.